# 大石灘 (特拉華州)
大石灘（英語：Big Stone Beach）是位於美國特拉華州肯特縣的一個非建制地區。該地的面積和人口皆未知。

## 地理
大石灘的座標為39°00′N 75°20′W / 39°N 75.33°W，而該地的平均海拔高度為0米（即0英尺）。